# Курилов, Николай Васильевич
Николай Васильевич Курилов (17 декабря 1918 — 31 января 1988) — советский учёный в области физиологии и биологии сельскохозяйственных животных. Доктор биологических наук, профессор, член-корреспондент ВАСХНИЛ.

## Биография
Родился в с. Петровское (ныне — Светлоград Ставропольского края). В 1939—1943 служил в РККА. Участник Великой Отечественной войны.
В 1948 г. окончил военно-ветеринарный факультет Московской ветеринарной академии.
Работал в научных учреждениях Министерства обороны:
- 1948—1952 младший преподаватель, адъюнкт, научный сотрудник военно-ветеринарного факультета Военно-ветеринарной академии.
- 1952—1953 старший научный сотрудник 2-го отдела Центральной военно-ветеринарной лаборатории,
- 1953—1954 начальник лаборатории рефлексологии и генетики Центральной школы служебного собаководства,
- 1954—1955 старший научный сотрудник иппо-физиологической лаборатории Военно-ветеринарной академии.

В 1955—1961 зав. отделом физиологии НИИ пушного звероводства и кролиководства.
С 1961 работал во ВНИИ физиологии, биохимии и питания с.-х. животных (г. Боровск Калужской области). Организовал и возглавил лабораторию пищеварения с.-х. животных. В 1980—1988 заведующий отделом обмена веществ и пищеварения.
Доктор биологических наук (1956), профессор (1959), член-корреспондент ВАСХНИЛ (1967).

## Избранные труды
- Роль микроорганизмов в питании жвачных / Соавт.: О. Н. Грызлова, В. Ф. Лищенко. — М., 1968. — 132 с.
- Физиология и биохимия пищеварения жвачных / Соавт. А. П. Кроткова. — М.: Колос, 1971. — 432 с.
- Использование протеина кормов животными / Соавт. А. Н. Кошаров. — М.: Колос, 1979. — 344 с.
- Изучение пищеварения у жвачных: Метод. указ. / Соавт.: Н. А. Севастьянова и др; ВНИИ физиологии, биохимии и питания с.-х. животных. — Боровск, 1987. — 104 с.

## Награды
- Ордена Трудового Красного Знамени (1979), «Знак Почета» (1971), Красной Звезды (1955)
- медали «За боевые заслуги» (1949), «30 лет Советской Армии и Флота» (1947), «За победу над Германией в Великой Отечественной войне 1941—1945 гг.» (1946), юбилейной медалью «За доблестный труд. В ознаменование 100-летия со дня рождения Владимира Ильича Ленина».